# Mirabelle
Pour l'article sur la troupe de théâtre, voir Les Mirabelles
Pour l’article ayant un titre homophone, voir Mirabel.

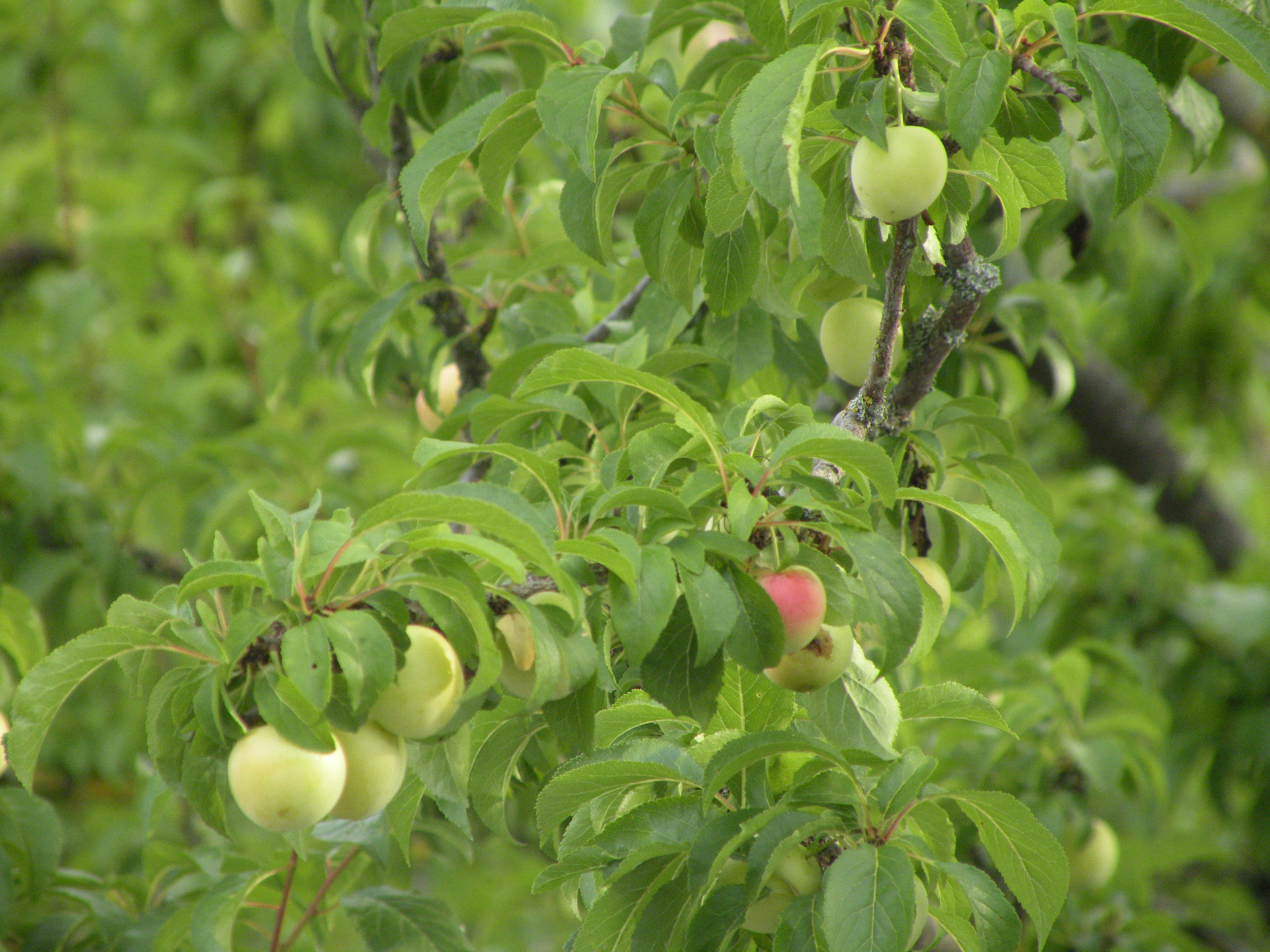
Mirabelle sauvage.

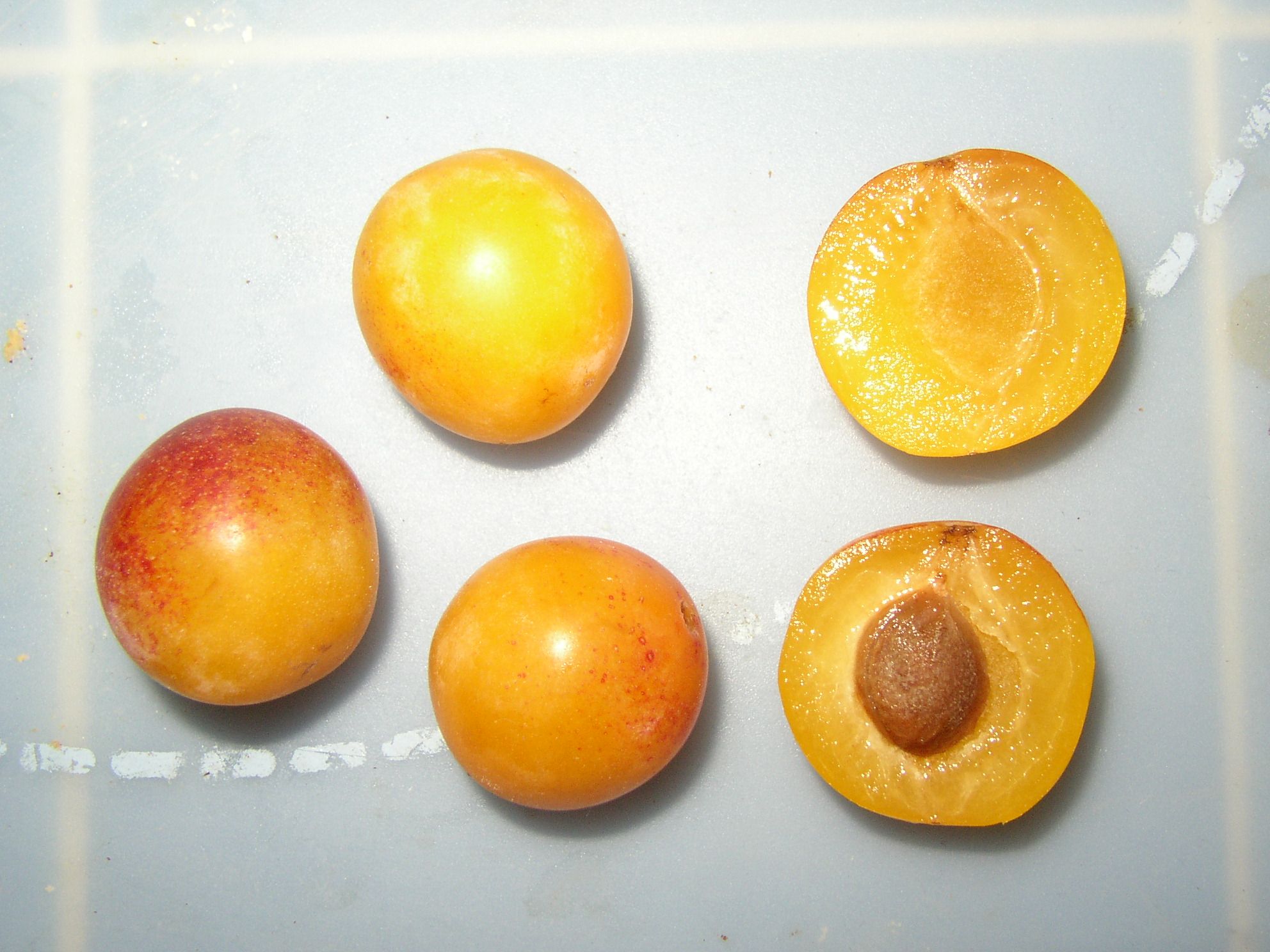
Mirabelles, entières, et coupées. Leur peau brillante devient visible une fois les fruits débarrassés de leur pellicule de pruine.

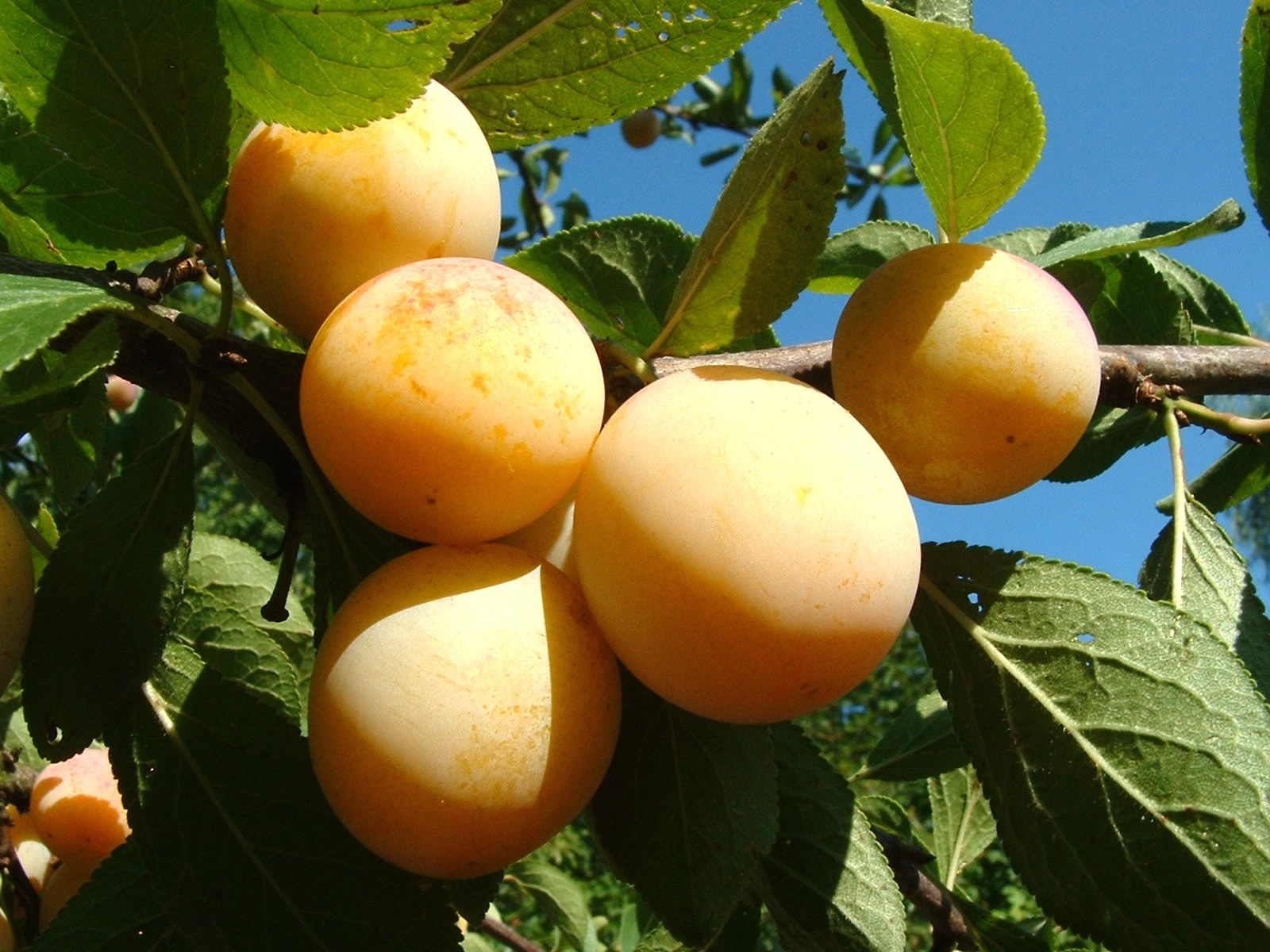
Mirabelles de Nancy sur l’arbre. Leur aspect terne est dû à la pellicule de pruine qui les recouvre.

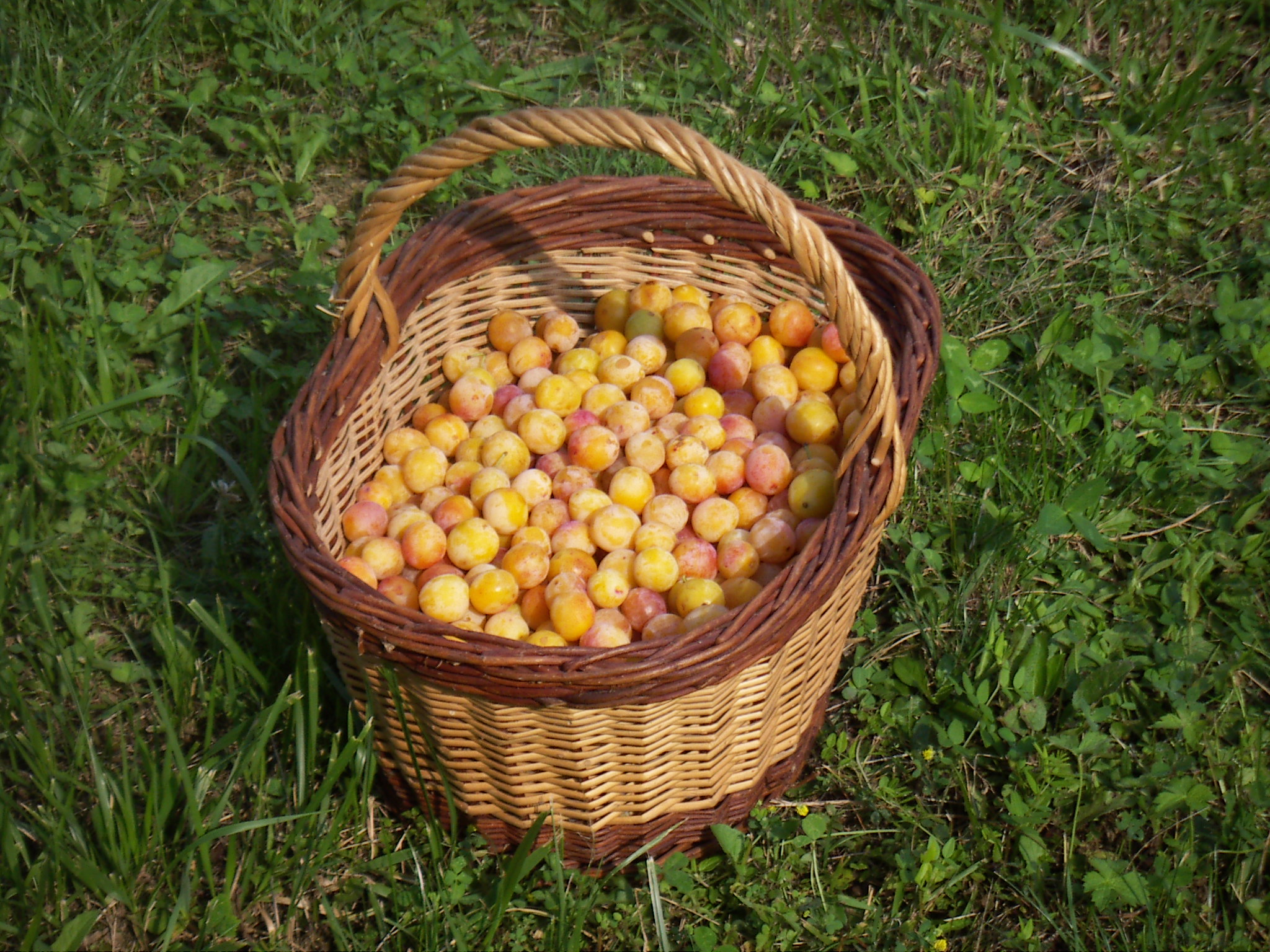
Panier de mirabelles. Comme les autres prunes, les mirabelles se récoltent en secouant l'arbre, mais dans les petits vergers, la cueillette à la main permet d'obtenir des fruits non talés et n'abîme pas les arbres.

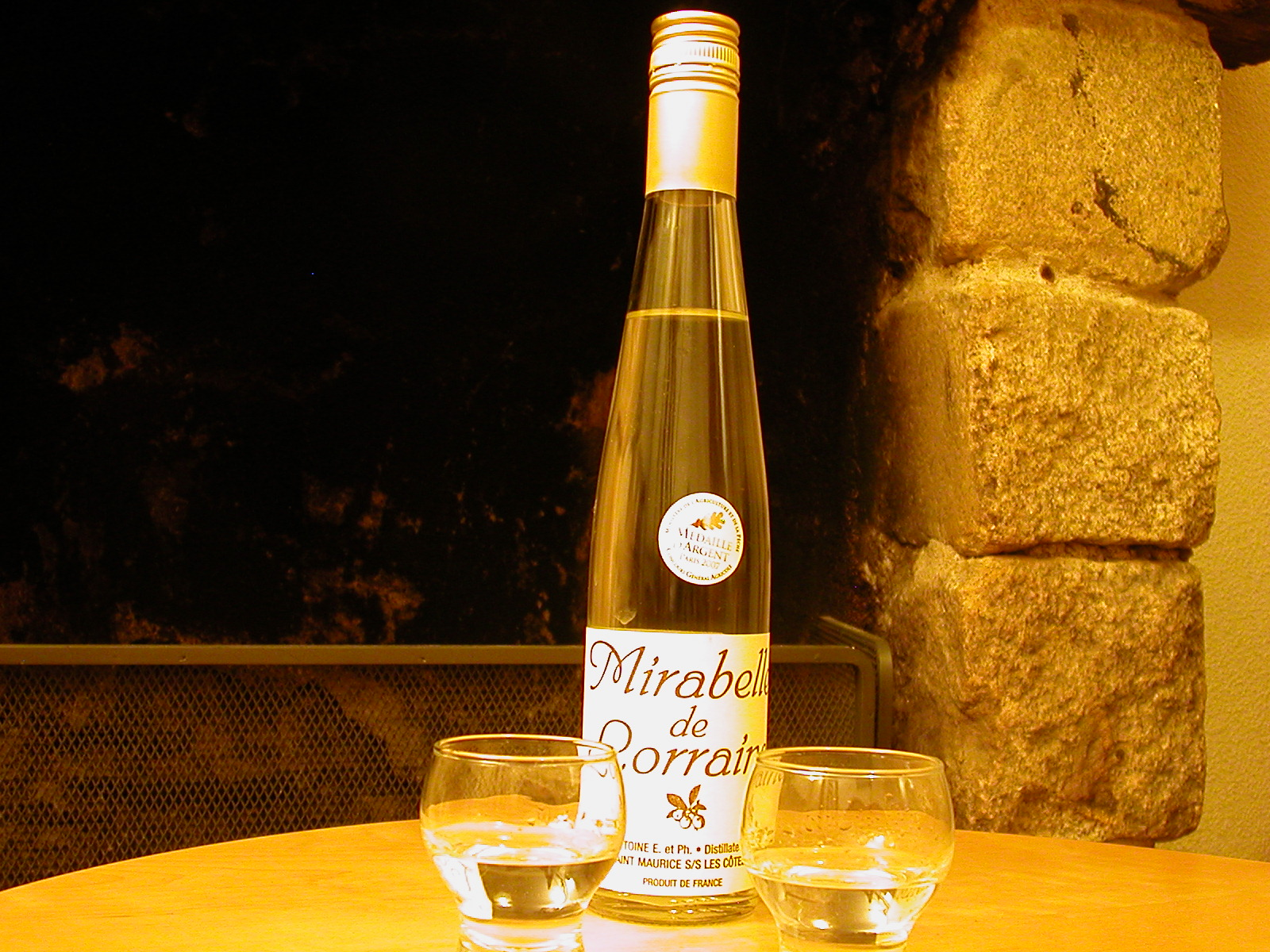
Bouteille d’eau-de-vie de mirabelle de Lorraine.

La mirabelle est le fruit du mirabellier, variété de prunier. C’est un fruit répandu spécialement en Lorraine (France), où elle bénéficie d'une indication géographique protégée et d'un Label rouge sous le nom de Mirabelle de Lorraine, et dans le nord de l'Alsace (Vosges du Nord et Outre-Forêt), ainsi qu'en Haute-Saône, mais aussi présente au Québec (Canada). Avec environ 15 000 tonnes annuelles, la Lorraine fournit approximativement 80 % de la production mondiale en 2009.
C’est une petite prune ronde, de couleur jaune, parfois recouverte d’une mince couche cireuse et comestible appelée pruine. Il se consomme à maturité, de la mi-août à la mi-septembre.

## Étymologie
Plusieurs hypothèses fantaisistes ont été proposées quant à l'origine du nom de « mirabelle »:
- la première le fait dériver du nom italien myrobolan (emprunté du grec myron, parfum, et balanos, gland) qui par altération au XVIIe siècle donnerait mirabolano, mirabella ;
- la deuxième avance une origine latine, de mirabilis, « belle à voir » ;
- la dernière enfin le fait dériver du nom d'un maître-échevin de Metz nommé Mirabel, qui lui aurait donné son nom vers 1430.

De manière plus vraisemblable, la mirabelle tient son nom d'une des localités provençales nommées Mirabel. En effet, ce fruit a d'abord été cultivé dans le Midi et l'expression « prune de mirabel » est attestée, en 1649, chez Comenius, ensuite le terme est mentionné au sens de « petite prune ». On constate donc que son introduction est tardive en français,. Le toponyme occitan Mirabel ou Mirabeau (ancien Mirabel) signifie « regarde » (mira), « [ce qui est] beau » (bèl, bèu) et correspond au type d'oïl Mirbel, Mirebel, Mirebeau.

## Origine
La mirabelle est un fruit probablement issu d'un croisement entre un prunier et un prunellier en Anatolie et au nord de la Perse. Beaucoup de légendes fixent l'origine de ce fruit en Lorraine, mais il n'y apparaît vraisemblablement qu'au Moyen Âge en tant que cadeau royal. Il est mentionné pour la première fois dans des actes en février 1569, à l'occasion de la visite à Metz du roi Charles IX et de sa mère Catherine de Médicis, les habitants leur offrant des mirabelles confites au sucre.

## Variétés
Il existe deux variétés principales : la mirabelle de Metz et la mirabelle de Nancy.
Certaines productions de mirabelles cultivées en Lorraine font l'objet d'une indication géographique protégée sous l’appellation protégée « Mirabelle de Lorraine ». Cette appellation est donnée aux producteurs qui respectent un cahier des charges précis et paient des frais de certification. L'association « Mirabelles de Lorraine » est détentrice de l'IGP et de la marque « Mirabelles de Lorraine ».
Les spécificités de ces deux variétés sont :
- mirabelle de Metz : petite, peau fine, jaune orangé à l'insolation, parfois jaune verdâtre à l'ombre. Présence de pruine ; maturité en août ;
- mirabelle de Nancy : plus grosse que la mirabelle de Metz ; jaune orangé ou rouge légèrement orangé. Assez nombreux pointillés rouges avec souvent au centre un petit point brunâtre, pruine fragile ; maturité mi-août.

Parmi les principales autres variétés, on trouve :
- prune mirabelle précoce : maturité en juillet ;
- mirabelle de Flotow : maturité fin juillet ;
- mirabelle parfumée de septembre : chair sucrée, très parfumée ; maturité septembre ;
- mirabelle double de Herrenhausen : chair jaune et très sucrée ; maturité mi-septembre ;
- mirabelle tardive : goût plutôt acidulé ; maturité fin septembre, début octobre ;
- Bellamira[10] est une nouvelle variété allemande venant du croisement de la variété de prune 'Cacanska Najbolja' (« Meilleure de Cacak », originaire de Serbie) avec la mirabelle de Nancy. La Bellamira donne de plus gros fruits que la mirabelle de Nancy et mûrit 7 à 10 jours plus tôt. L'arbre produit bien plus tôt et plus régulièrement.
- Miragrande est aussi une nouvelle variété allemande issue du croisement de la mirabelle double de Herrenhausen avec la Gele Kwets (prune jaune). Les fruits sont plus gros que la mirabelle de Nancy mais plus petits que ceux de Bellamira. La maturité des fruits vient une semaine après ceux de la mirabelle de Nancy.

## Production lorraine

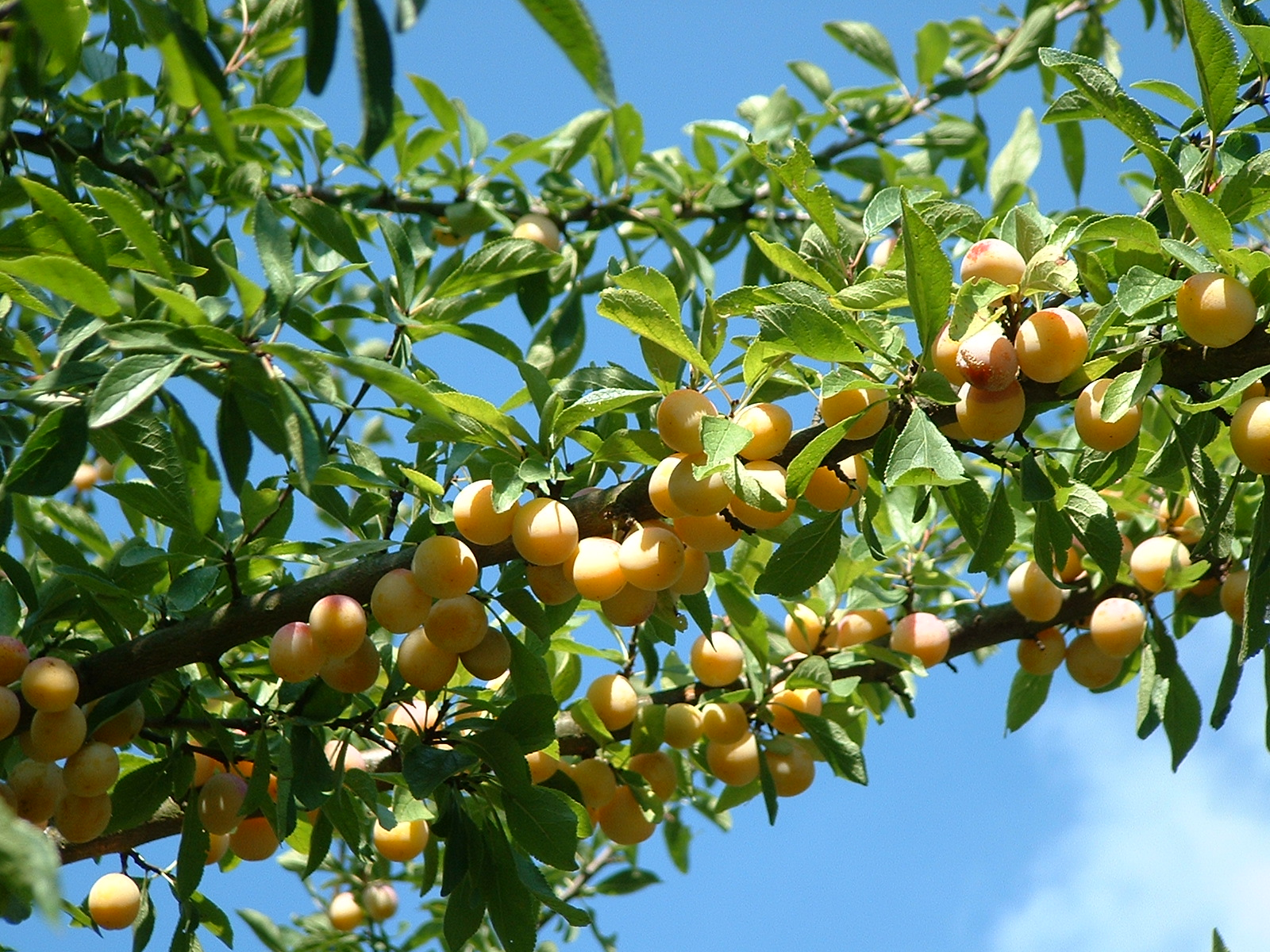
Mirabelles de Lorraine, fruit IGP, sur l'arbre

Le sol lorrain offre un environnement très favorable à la culture de la mirabelle car il est naturellement riche en argile - au minimum 30 % - et en matières minérales. L'argile est un composant de la terre qui retient l'eau et une quantité considérable de magnésie et de potasse. Ainsi, grâce à ses racines peu profondes, le mirabellier peut puiser dans le sol les ressources qui lui sont nécessaires. En Lorraine, les mirabelles sont cultivées dans les vergers du Saintois, des côtes de Meuse et des côtes de Moselle (sur éboulis calcaires). La production lorraine annuelle se monte à environ 15 000 tonnes.
En 1995, la mirabelle de Lorraine est le premier fruit à recevoir l’Indication géographique protégée (IGP) qui garantit son origine et sa spécificité.
La filière « Mirabelles de Lorraine » compte aujourd'hui 250 producteurs, et 90 % de la production mondiale de mirabelles vient de Lorraine. 25 % de la production de mirabelles est consommée en fruits frais, 65 % est transformée en oreillons surgelés, confitures, coulis et purées pur-fruit, fruits au sirop, mirabelles séchées… Enfin, 10 % de la production est commercialisée en eau-de-vie et en liqueur de mirabelle.
Une maison de la mirabelle existe à Rozelieures.

## Célébrations festives liées à la mirabelle

### Fêtes de la Mirabelle
Le déclin du vignoble de Lorraine à la fin du XIXe siècle a eu pour conséquence l'augmentation de la production de mirabelles dont l'alcool obtenu par distillation a pu servir de substitut au vin. Depuis, elle occupe une place de choix dans le calendrier lorrain et est fêtée dans beaucoup de villages du Saintois, des côtes de Meuse et de Moselle. La plupart des fêtes se déroulent fin août :
- à Bayon, la fête de la mirabelle se tient depuis 1936 avec l'élection de Miss Mirabelle ;
- à Metz, depuis 1947, se déroulent la Fête de la Mirabelle et l'élection de la Reine de la Mirabelle ;
- à Nancy, depuis 1945 au quartier Trois-Maisons se déroule également une fête de la mirabelle[15].

### Raid de la mirabelle
C'est durant la récolte des mirabelles, le dernier samedi du mois d'août, que se déroule le raid de la mirabelle au cœur des vergers de mirabelliers des côtes de Meuse et au bord du lac de Madine. Le raid de la mirabelle est une succession de dix épreuves sportives, gustatives, d’adresse et de réflexion où les aptitudes physiques et intellectuelles de chacun sont mises à contribution.
Les épreuves sont les suivantes : prologue  VTT, course d’orientation, lancer de fléchettes, dégustation de produits du terroir (vins, fromages, miels et confitures), VTT trial, run'n Bike, tir à l'arc, canoë et questions de culture générale et bon sens.
Le but de la journée est de profiter des côtes de Meuse en y découvrant ses paysages et ses produits dans une ambiance sportive et divertissante.